# Franc Cotič
Franc Cotič, slovenski prosvetni delavec in publicist, * 1. avgust 1904, Renče, † (?).

## Življenje in delo
Med 1. svetovno vojno je kot begunec z družino živel v Semiču. Po vojni se je vrnil v upostošene Renče in se izučil za zidarja. Delal je pri gradnji nove bazilike Marijinega vnebovzetja na Sveti Gori. Skupaj z ing. Andrejem Mozetičem je bil med ustanovitelji prosvetnega društva Iskra v Renčah in pri društvu sodeloval kot režiser, odbornik in tudi kot predsednik. Ko so fašisti zatrli vse prosvetno delo na Primorskem, so ga poskušali pridobiti zase in mu ponujali službo na občinskem uradu, toda Cotič se je raje z drugimi Renčani izselil v brazilski São Paulo. Tu se je preživljal kot zidarski mojster in kmalu zaslovel kot odličen gradbeni podjetnik. V São Paulu je nadaljeval s prosvetnim delom, dal pobudo za ustanovitev pevskega zbora Primorje, ki se je kasneje razvil v Slovensko prosvetno društvo Primorje. Cotič je bil društveni tajnik (1927-1933), režiser in organizator. 
S publicistično dejavnostjo je začel že na Goriškem in pisal v razne slovenske liste in s publicističnim delom nadaljeval v Braziliji. Močno pa si je tudi prizadeval za duhovno oskrbo slovenskih vernikov v Braziliji. Po prihodu v novo domovino je v Ljubljani prosil, naj tja pošljejo slovenskega duhovnika. Ko se je 1957 začela v São Paulu snovati slovenska župnija, je pobudo podprl in pripomogel, da se je 1967 ustanovila slovenska kaplanija in 1971 slovenska župnija.